# نبرد لوگوژ

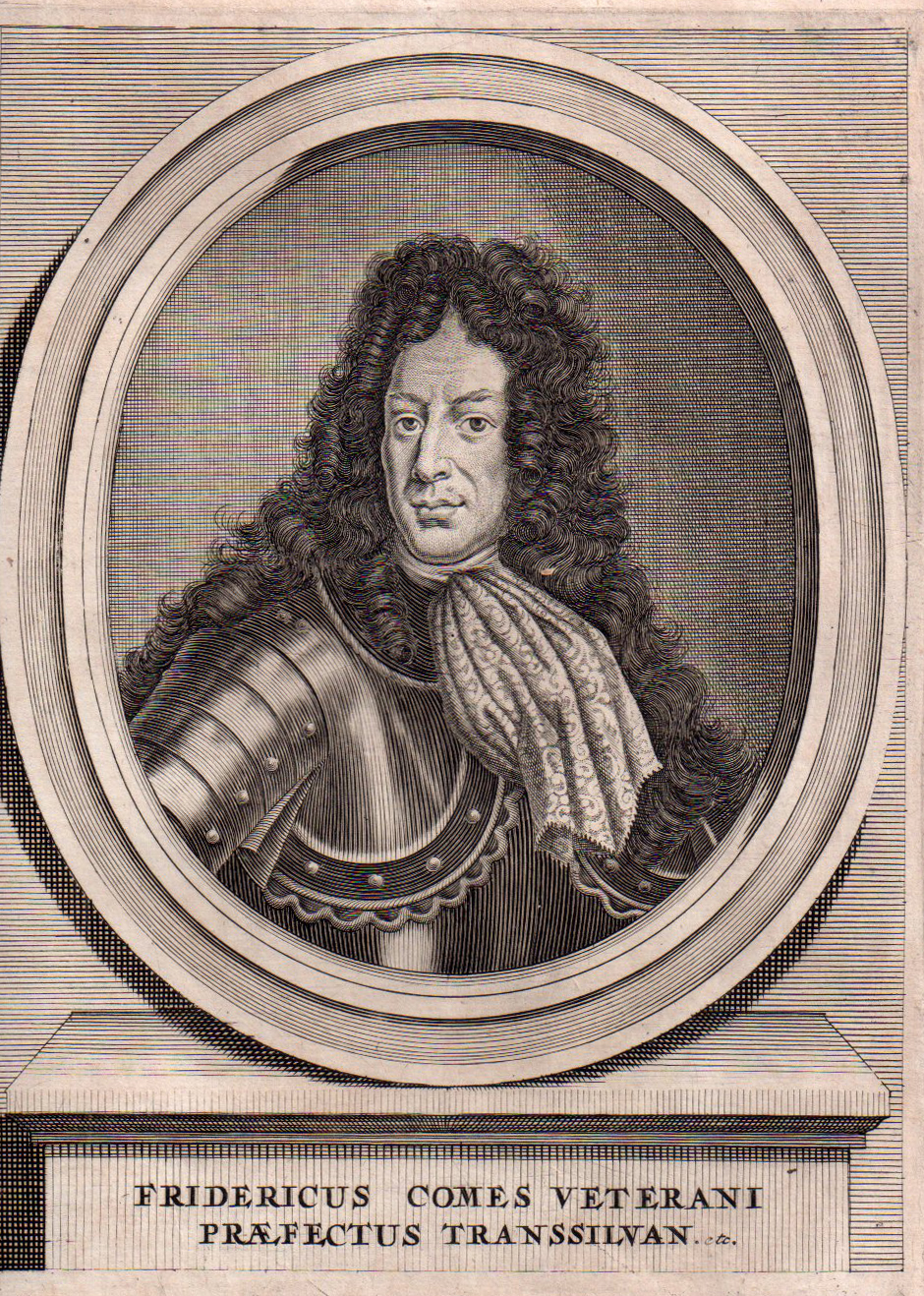
فیلدمارشال اتریشی، فدریکو آمبروزیو وترانی دی اوربینو، در جریان این نبرد کشته شد.

نبرد لوگوژ (Battle of Lugos) در ۲۱ سپتامبر ۱۶۹۵ در نزدیکی شهر لوگوژ در شرق بانات، بین نیروهای امپراتوری عثمانی و پادشاهی هابسبورگ به عنوان بخشی از جنگ بزرگ عثمانی روی داد و نتیجه آن پیروزی ترکان عثمانی بود.

## زمینه
امپراتوری عثمانی در سال ۱۶۹۵ مجدداً حملات خود را آغاز کرده بود. سلطان مصطفی دوم دستور تجدید حملات در ترانسیلوانی را صادر کرد و اندکی بعد لیپوه توسط ارتش وی اشغال شد. یوهان فردریش آمبروسیوس فون وترانی یا همان فدریکو آمبروسیو وترانی دی اوربینو ایتالیایی، فرمانده کل نیروهای ترانسیلوانی، با یک ارتش هفت هزار نفری، برای دفاع از منطقه بانات، در نزدیکی لیپوه اردو زد.

## نبرد
قوای عثمانی از لیپوه پیشروی کرد و با ارتش مسیحیان درگیر شدند، ژنرال وترانی قادر به اتصال نیروها با ارتش امپراتوری تحت امر قلمرو ساکسونی آگوست دوم نبود. این نبرد باعث تلفات سنگین هر دو طرف شد. فیلد مارشال اتریشی به اسارت ترکان در آمد و گردن زده شد. آنتونیجه زنوریچ، فرمانده واحدهای شبه‌نظامی صربستان در ارتش اتریش نیز در این نبرد کشته شد.